# 피타 서전트
피타 서전트(영어: Peta Sergeant, 1980년 ~ )는 오스트레일리아의 배우이다.
말레이시아 피낭섬에서 태어났다.

## 방송
- 콜걸의 방

## 영화
- 헤븐퀘스트 (2020년)
- 패트릭 (2013년) - 윌리엄스 역
- 크롤스페이스 (2012년)
- 아이언 스카이 (2012년) - 비비안 바그너 역
- 콜걸의 방 시즌 2 (2008년) - 헤더 역
- 콜걸의 방 시즌 1 (2007년) - 헤더 역
- 런닝 걸 (2007년)